# Banque de développement du Conseil de l'Europe
Ne pas confondre avec la Banque européenne pour la reconstruction et le développement (BERD) et la Banque européenne d'investissement (BEI)
Pour les articles homonymes, voir CEB.
La Banque de Développement du Conseil de l'Europe (CEB ou Council of Europe Development Bank en anglais) est une banque multilatérale de développement à vocation sociale. Créée le 16 avril 1956 afin d'apporter des solutions aux problèmes des réfugiés, son champ d’action s'est progressivement élargi à d'autres secteurs d'intervention contribuant directement à promouvoir la cohésion sociale en Europe.
La CEB représente un instrument majeur de la politique de solidarité en Europe : elle utilise ses ressources pour le financement de projets sociaux afin d'aider ses 41 États membres à atteindre une croissance durable et équitable. Tout comme les banques d'investissement, elle intervient sous forme de prêts (et non de subventions) afin de financer des projets répondant à un certain nombre de critères sectoriels, géographiques, sociaux et financiers.

## Actions
La CEB concourt à la réalisation de projets d’investissement à caractère social au travers de trois lignes d’action, à savoir : 
- la croissance durable et inclusive
- l’intégration des réfugiés, des personnes déplacées et des migrants
- l’action pour le climat : développement de mesures d’atténuation et d’adaptation.

Située dans Paris intramuros, la banque est une entité juridique distincte et autonome, du Conseil de l'Europe, dans ses prises de décision et ses orientations. Elle a toujours bénéficié d'une notation de dette à long terme excellente de la part des agences de notation financière: Fitch Ratings, Moody's et Standard & Poor's.

## Pays membres
Si la plupart des pays investis dans le projet sont des membres de l'Union européenne, d'autres pays européens (Turquie et Géorgie) se sont joints pour contribuer à la solidarité européenne.
| - Albanie - Allemagne - Belgique - Bosnie-Herzégovine - Bulgarie - Chypre - Croatie - Danemark - Espagne - Estonie - Finlande | - France - Géorgie - Grèce - Hongrie - Islande - Irlande - Italie - Kosovo - Macédoine du Nord - Lettonie | - Liechtenstein - Lituanie - Luxembourg - Malte - Moldavie - Monténégro - Norvège - Pays-Bas - Pologne - Portugal | - Slovaquie - République tchèque - Roumanie - Saint-Marin - Saint-Siège - Serbie - Slovénie - Suède - Suisse - Turquie |

## Structure de l'organisation

### Le Gouverneur
Le Gouverneur est le représentant légal de la CEB, sous le contrôle du Conseil d'administration.
Il conduit la politique financière de la CEB, en accord avec les directives du Conseil d'administration et la représente dans toutes ses transactions. Il examine sur le plan technique et financier les demandes de financement et en saisit le Conseil d'administration.
Le Gouverneur est M. Carlo Monticelli.
Les Vice-Gouverneurs sont M. Tomáš Boček, M. Johannes M. Böhmer et Mme Sandrine Gaudin.

### Le conseil d'administration
Le Conseil d'administration exerce tous les pouvoirs qui lui sont délégués par le Conseil de direction, met en place et supervise les politiques opérationnelles, approuve les projets d'investissement soumis par les gouvernements. Il vote le budget de fonctionnement de la CEB. Son président est élu par le Conseil de direction.

Le Président est M. Joseph Licari.
La Vice-Présidente est Mme Carola Bjørklund.

### Le Conseil de direction
Le Conseil de direction détermine les orientations générales sur l'activité de la CEB, fixe les conditions d'adhésion d'autres pays, décide des augmentations de capital, approuve le rapport annuel, les comptes et le bilan général. Il élit son président et le président du Conseil d'administration et nomme le Gouverneur et les membres du Comité de surveillance.
Le Président est Dominique Lamiot.
Le Vice-Président est Miroslav Papa.

### Le Comité de surveillance
Le Comité de surveillance est composé de trois membres nommés par le Conseil de direction. Il vérifie les comptes annuels après leur examen par un audit externe.

## Finances
| Bilan Comptable  | 2016   | 2015   | 2014   |
| Fonds propres    | 7 672  | 7 564  | 7 405  |
| Capitaux propres | 2 812  | 2 711  | 2 545  |
| Total du bilan   | 25 603 | 25 116 | 25 545 |
| Résultat net     | 104,9  | 127    | 134,4  |

| Allocations                                    | 2016   | 2015   | 2014   |
| Prêts décaissés dans l’année                   | 2 037  | 1 843  | 1 746  |
| Encours de prêts                               | 13 715 | 13 072 | 12 568 |
| Engagements de financement signés dans l’année | 3 215  | 2 235  | 1 551  |
| Projets approuvés dans l’année                 | 3 451  | 2 301  | 2 065  |
| Prêts décaissés depuis l’origine               | 42 625 | 40 588 | 38 745 |